# Seznam ostrovů Itálie

Mapa italských ostrovů

Toto je seznam největších ostrovů v Itálii (italsky ostrov – isola), uvedeny jsou ostrovy s rozlohou více než 10 km².

## Podle velikosti
|    | ostrov       | italsky               | rozloha (km²) | pobřeží (km) | max.nadm. výška (m) | nejvyšší vrchol         | počet obyvatel | hustota zalidnění | největší sídlo | region    | poloha moře/záliv                |
| -- | ------------ | --------------------- | ------------- | ------------ | ------------------- | ----------------------- | -------------- | ----------------- | -------------- | --------- | -------------------------------- |
| 1  | Sicílie      | Isola di Sicilia      | 25 426,2      | 1 152,0      | 3 322               | Etna                    | 5 015 569      | 197,26            | Palermo        | Sicílie   | Středozemní moře, Tyrhénské moře |
| 2  | Sardinie     | Isola di Sardegna     | 23 812,6      | 1 900,0      | 1 834               | La Marmora              | 1 600 150      | 67,20             | Cagliari       | Sardinie  | Středozemní moře, Tyrhénské moře |
| 3  | Elba         | Isola d'Elba          | 223,5         | 147,0        | 1 018               | Monte Capanne           | 31 660         | 141,66            | Portoferraio   | Toskánsko | Tyrhénské moře                   |
| 4  | Sant'Antioco | Isola di Sant'Antioco | 108,9         | 0            | 271                 | Perdas de Fogu          | 14 434         | 132,54            | Sant'Antioco   | Sardinie  | Středozemní moře                 |
| 5  | Pantelleria  | Isola di Pantelleria  | 83,0          | 51,5         | 836                 | Montagna Grande         | 7 649          | 92,16             | Pantelleria    | Sicílie   | Středozemní moře                 |
| 6  | San Pietro   | Isola di San Pietro   | 51,3          | 33,0         | 211                 | Bricco Guardia dei Mori | 6 444          | 125,61            | Carloforte     | Sardinie  | Středozemní moře                 |
| 7  | Asinara      | Asinara               | 50,9          | 110,0        | 408                 | Punta Scomunica         | 1              | 0,02              | Cala d’Oliva   | Sardinie  | Středozemní moře                 |
| 8  | Ischia       | Isola d'Ischia        | 46,4          | 0            | 788                 | Monte Epomeo            | 62 860         | 1 354,74          | Ischia         | Kampánie  | Tyrhénské moře                   |
| 9  | Lipari       | Isola di Lipari       | 37,3          | 0            | 602                 | Monte Chirica           | 10 554         | 282,95            | Lipari         | Sicílie   | Tyrhénské moře                   |
| 10 | Salina       | Isola di Salina       | 26,1          | 0            | 962                 | Monte Fossa delle Felci | 2 588          | 99,16             | Malfa          | Sicílie   | Tyrhénské moře                   |
| 11 | Giglio       | Isola del Giglio      | 21,2          | 0            | 496                 | Poggio della Pagana     | 1 393          | 65,71             | Giglio Porto   | Toskánsko | Tyrhénské moře                   |
| 12 | Vulcano      | Isola di Vulcano      | 20,9          | 0            | 499                 | Monte Aria              | 715            | 34,21             | Vulcano Porto  | Sicílie   | Tyrhénské moře                   |
| 13 | Lampedusa    | Isola di Lampedusa    | 20,2          | 0            | 113                 | Albero Sole             | 5 282          | 261,48            | Lampedusa      | Sicílie   | Středozemní moře                 |
| 14 | La Maddalena | La Maddalena          | 20,1          | 43,0         | 212                 | ?                       | 10 689         | 531,79            | La Maddalena   | Sardinie  | Tyrhénské moře                   |
| 15 | Favignana    | Isola di Favignana    | 19,8          | 0            | 314                 | Monte Santa Caterina    | 3 115          | 157,32            | Favignana      | Sicílie   | Tyrhénské moře                   |
| 16 | Capraia      | Capraia Isola         | 19,3          | 0            | 445                 | Monte Castello          | 420            | 21,76             | Capraia Isola  | Toskánsko | Tyrhénské moře                   |
| 17 | Caprera      | Caprera               | 15,8          | 0            | 212                 | Monte Tejalone          | 77             | 4,87              | Caprera        | Sardinie  | Tyrhénské moře                   |
| 18 | Marettimo    | Isola di Marettimo    | 12,3          | 0            | 686                 | Monte Falcone           | 595            | 48,37             | ?              | Sicílie   | Tyrhénské moře                   |
| 19 | Stromboli    | Isola di Stromboli    | 12,2          | 0            | 924                 | Vancori                 | 572            | 46,89             | Stromboli      | Sicílie   | Tyrhénské moře                   |
| 20 | Sacra        | Isola Sacra           | 12,0          | 0            | 0                   | ?                       | 0              | 0                 | ?              | Lazio     | Tibera                           |
| 21 | Capri        | Isola di Capri        | 10,4          | 0            | 589                 | ?                       | 14 117         | 1 357,40          | Capri          | Kampánie  | Tyrhénské moře                   |
| 22 | Montecristo  | Isola di Montecristo  | 10,4          | 0            | 646                 | Fortezza                | 2              | 0,19              | ?              | Toskánsko | Tyrhénské moře                   |
| 23 | Pianosa      | Isola di Pianosa      | 10,3          | 26,0         | 29                  | Belvedere               | 10             | 0,97              | ?              | Toskánsko | Tyrhénské moře                   |
| 24 | Sottomarina  | Sottomarina           | 10,0          | 0            | 0                   | ?                       | 0              | 0                 | Sottomarina    | Benátsko  | Jaderské moře                    |